# مذهب الدولة الحارسة

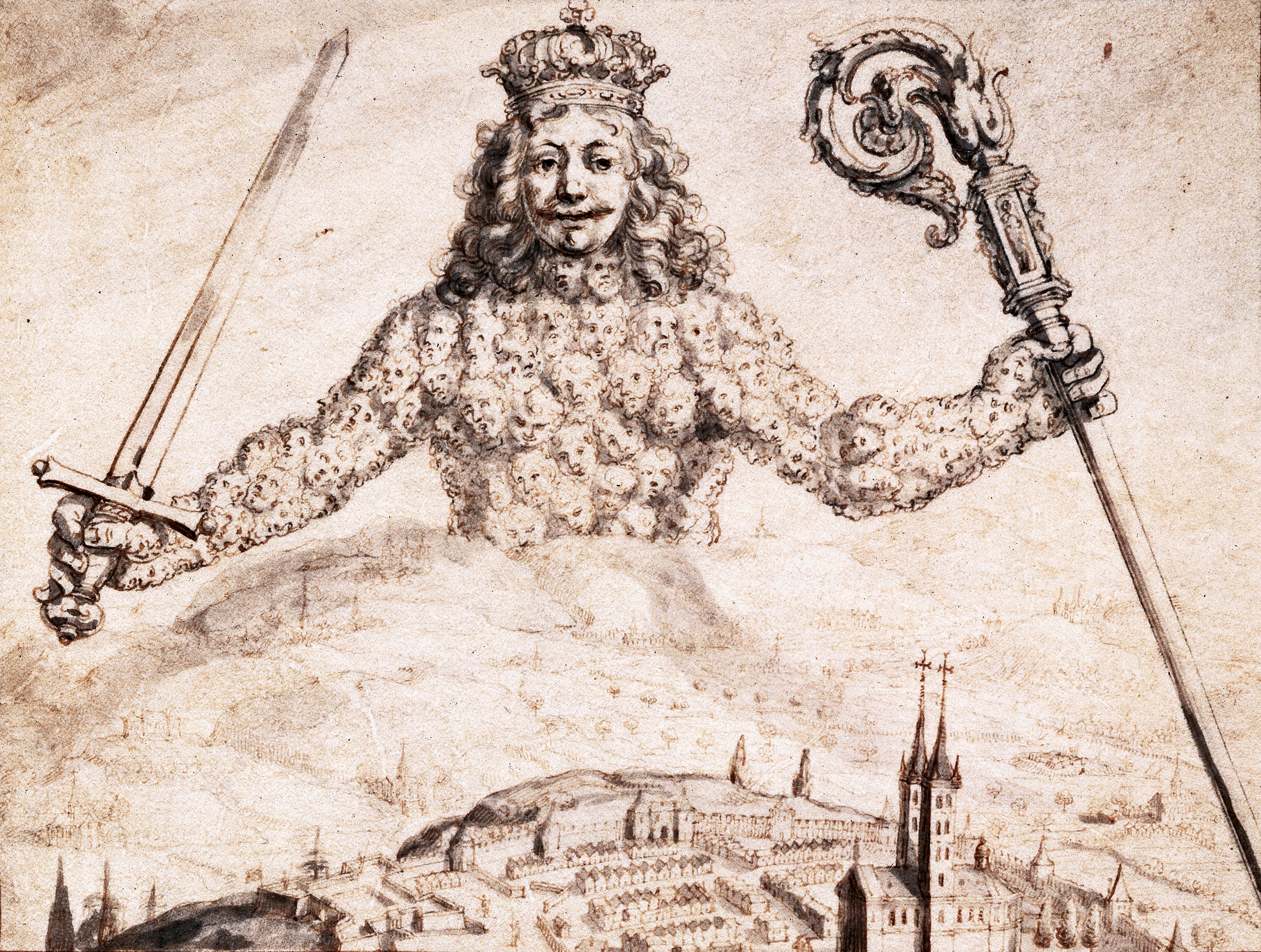

مذهب الدولة الحارسة (المعروف أيضا باسم مذهب المركزية الأدنى للدولة) هو فلسفة سياسية رأسمالية تحررية. ويتم تعريفه بطرق مختلفة حسب المصادر. فبالمعنى الضيق، يتمسك المذهب بضرورة وجود الدول (على عكس مذهب اللاسلطة)، تكون وظيفتها الشرعية الوحيدة هي حماية الأفراد من الاعتداء، والسرقة، والإخلال بالعقود، والغش، وتكون المؤسسات الحكومية الشرعية الوحيدة هي المؤسسة العسكرية، والشرطة، والمحاكم. وبالمعنى الأوسع، فإنه يشمل أيضا إدارات مكافحة الحرائق، والسجون، والسلطة التنفيذية، والسلطة التشريعية باعتبارها وظائف حكومية شرعية. وعادة ما تسمى مثل هذه الدول بالدول الحارسة.
يقول المدافعون عن الدولة الحارسة إنه لا يحق للدولة استخدام احتكارها للقوة للتدخل في المعاملات الحرة بين الأشخاص، ويرون أن المسؤولية الوحيدة للدولة هي ضمان حماية العقود المبرمة بين الأفراد وحماية الممتلكات، من خلال نظام المحاكم القانونية وإنفاذ القانون. وبشكل عام يعتقد المدافعون عن الدولة الحارسة أن نهج عدم التدخل في الاقتصاد يؤدي على الأرجح إلى الازدهار الاقتصادي.

## الأيدولوجية
يبرر بعض المدافعين عن الدولة الحارسة وجود الدولة بحجة أنها النتيجة المنطقية للتمسك بمبدأ عدم الاعتداء. ويقول البعض إن وجود الدولة هو أمر حتمي. ويزعم بعض المدافعين عن الدولة الحارسة أن اللاسلطوية هي أمر غير أخلاقي لأنها تعني ضمنا أن مبدأ عدم الاعتداء هو أمر اختياري، لأن إنفاذ القوانين في إطار اللاسلطوية معرض للمنافسة. هناك مبرر شائع آخر وهو أن الدفاع الخاص والمحاكم تميل إلى إظهار التحيز، فتمثل مصالح العملاء الذين يقومون بالدفع بشكل متفاوت. ويقول روبرت نوزيك في كتابه الفوضى والدولة واليوتوبيا (Anarchy, State, and Utopia) إن الدولة الحارسة توفر الإطار الذي يقبل أي نظام سياسي يحترم حقوق الفرد الأساسية.
أدت مسألة فرض الضرائب إلى وجود حالة من الاستقطاب بين المدافعين عن الدولة الحارسة. ويؤيد بعض المدافعين عن الدولة الحارسة فرض الضرائب من حيث المبدأ أو يعتبرونها شرا لا بد منه لمواجهة مشكلة المنتفعين مجانا، بينما يعتقد البعض الآخر أنها خطأ أخلاقي. اشتهرت آين راند بمعارضتها لفرض الضرائب، بينما اعتبرت أيضا أن القضاء على الضرائب في المجتمع ينبغي أن يحدث تدريجيا. وهناك حالة أخرى من الاستقطاب بين المدافعين عن الدولة الحارسة تتمثل في ما إذا كان ينبغي على المواطنين سداد الضرائب للحكومة لتنفيذ عقودهم.

## أصل الكلمة
صاغ صامويل إدوارد كونكن الثالث، وهو من التحرريين السوقيين، مصطلح مذهب الدولة الحارسة عام 1971 لوصف التحرريين المدافعين عن بعض أشكال الحكم الإلزامي. اخترع كونكن مصطلح مذهب الدولة الحارسة كبديل للعبارة المعقدة التحررية الحكومية المحدودة. ويتكون ظاهريا على هذا النحو -اسم (نظام) + -الحكم (حكومة) + (الحد الأدنى) «نظام حكومة الحد الأدنى».

## الموضوعية
تدعم فلسفة آين راند الموضوعية، إقامة دولة حارسة تكون مسؤولة عن نظام المحاكم والشرطة والمؤسسة العسكرية.
وتنظر الموضوعية إلى الحكومة باعتبارها «وسائل وضع الاستخدام الانتقامي للقوة المادية تحت السيطرة الموضوعية - أي في ظل القوانين المحددة بشكل موضوعي»، ومن ثم، تكون الحكومة شرعية وهامة للغاية من أجل حماية الحقوق الفردية. عارضت راند ما يسمى "باللاسلطوية العقلانية"، لأنها رأت أن طرح الشرطة والمحاكم في الأسواق يعتبر إجهاضا للعدالة المتأصلة. ترى الموضوعية إن الوظائف المناسبة للحكومة هي «الشرطة، لحماية الأشخاص من المجرمين - الخدمات المسلحة، لحماية الأشخاص من الغزاة الأجانب - المحاكم القانونية، لتسوية النزاعات بين الأشخاص وفقا للقوانين المحددة بشكل موضوعي» والسلطة التنفيذية والتشريعية. علاوة على ذلك، فمن أجل حماية الحقوق الفردية، تعمل الحكومة كوكيل عن مواطنيها و«لا تمتلك أي حقوق باستثناء الحقوق الموكلة إليها من المواطنين» ويجب عليها العمل بطريقة نزيهة وفقا للقوانين الخاصة والمحددة بشكل موضوعي.

## الانتقادات
عادة ما يقول اللاسلطويون الرأسماليون إن الحكومة بطبيعتها تنتهك مبدأ عدم الاعتداء لأن الحكومات تستخدم القوة ضد أولئك الذين لا يقومون بسرقة الممتلكات الخاصة، أو تخريب الممتلكات الخاصة، أو الاعتداء على أي شخص، أو الاحتيال
قال مري روثبورد إن جميع الخدمات الحكومية، بما في ذلك الدفاع، تعتبر غير فعالة لأنها تفتقر إلى آلية التسعير التي تعتمد على السوق والتي تنظمها القرارات الطوعية من المستهلكين الذين يشترون الخدمات التي تلبي احتياجاتهم ذات الأولوية القصوى والمستثمرين الذين يبحثون عن الشركات الأكثر ربحية للاستثمار فيها. ومن ثم، فإن احتكار الدولة لاستخدام القوة يعد انتهاكا للحقوق الطبيعية. وكتب «إن وظيفة الدفاع هي الوظيفة التي يجب على الدولة الحفاظ عليها بحرص شديد. وهي من الأمور الهامة لإقامة الدولة، لأن احتكارها للقوة يعتمد على قدرتها على انتزاع الضرائب من المواطنين. إذا سمحت المحاكم الخاصة والجيوش للمواطنين، فسيمتلكون وسائل للدفاع عن أنفسهم ضد الأعمال العدوانية التي تقوم بها الحكومة والأفراد أيضا». وفي كتابه السلطة والسوق (Power and Market)، قال إن الدول الحارسة الكبيرة من الناحية الجغرافية لا تختلف عن الحكومة الحارسة الموحدة التي تحتكر العالم. كتب روثبورد أن الحكومات لم تكن أمرا حتميا، مشيرا إلى أنه غالبا ما استغرق الأرستقراطيون مئات السنين لإقامة دولة والخروج من حالة اللاسلطة. وقال أيضا إنه إذا كانت دولة الحد الأدنى تسمح للأفراد بحرية الانفصال عن الولاية القضائية الحالية للانضمام إلى ولاية قضائية منافسة، فإن ذلك من حيث التعريف لا يؤسس دولة.
بشكل عام يقول اللاسلطويون إنه يتعين على الدفاع الخاص والمحاكم التمتع بسمعة طيبة من أجل الاستمرار في العمل. علاوة على ذلك، تقول ليندا وموريس تانيهيل إنه لا يمكن أن ينشأ احتكار إجباري للقوة على سوق حرة وإن مواطني الحكومة لا يمكن أن يتخلوا عنها لصالح حماية كافية ووكالة دفاع.
يقول أنصار الدولة التدخلية اقتصاديا إنه يفضل تقييم مزايا التدخل الحكومي على أساس كل حالة على حدة من أجل معالجة حالات الكساد (انظر التدخلية الاقتصادية) أو التهديدات الوجودية.
يقول المحافظون الاجتماعيون إنه ينبغي على الدولة الحفاظ على النظرة الأخلاقية والتشريع ضد السلوك الذي عادة ما يعتبر مدمرا للثقافة أو غير أخلاقي، لأنه في الواقع، لا تستطيع الدولة البقاء إذا لم يتمتع مواطنوها بنوع محدد من الأخلاق العامة، والنزاهة والفضيلة المدنية، ومن ثم فإن إهمال دور الدولة في تشكيل التصرفات الأخلاقية للأشخاص قد يكون أمرا كارثيا.